# Stamp and Go

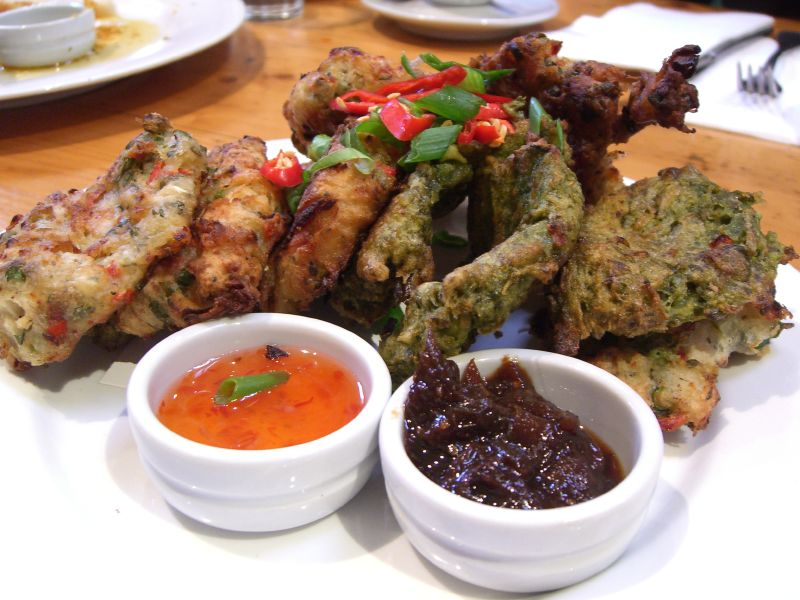
Frituras jamaicanas: stamp and go (izquierda) y fritura de calalú (derecha), acompañado de salsa de chile dulce y chutney de ciruela

Stamp and Go es una fritura típica de la cocina jamaicana elaborada principalmente con pescado en salazón. Se sirve tradicionalmente como parte de un desayuno jamaicano. Se considera un tipo de fast food, originario de Jamaica. Su inusual nombre  se cree que deriva de las embarcaciones británicas del siglo XVIII. Si un oficial quería que se hiciera algo rápidamente, la orden era Stamp and go! («Selle y vaya»). Estas delicias saladas del tamaño de un bocado son las favoritas en los cócteles servidos con salsas picantes. Los más grandes son populares para el desayuno, y fueron muy populares como comida de «viaje» hace muchos años.